# Chloranthus spicatus
Chloranthus spicatus is een plantensoort uit de familie Chloranthaceae. Het is een kleine opgaande tot breed uitgroeiende struik die een groeihoogte bereikt tot 1,5 meter. De struik heeft geurige bladeren en kleine geelgroene en zeer geurige bloemen die groeien in pluimen.
De soort komt voor in Zuid-China. Hij groeit daar in bossen op hoogtes tussen 200 en 1000 meter.
De plant wordt in het wild geoogst voor medicinaal gebruik en vanwege de etherische olie. Deze etherische olie wordt gewonnen uit de bloemen. Het is een geel- tot donker amberkleurige, stroperige vloeistof met een zachte houtachtig-bloemige geur. Deze etherische olie wordt gebruikt in de parfumindustrie en mengt zich goed met andere oliën.